# Сыромятников, Николай Александрович
Никола́й Алекса́ндрович Сыромя́тников (1 [14] декабря 1911, Чугуев, Харьковская губерния — 27 августа 1984) — советский лингвист-востоковед, доктор филологических наук, Заслуженный деятель науки РСФСР, лауреат Государственной премии СССР, автор более 70 научных трудов.

## Биография
В 1929 году поступил на японское отделение Всеукраинского вечернего техникума в Харькове одновременно обучаясь на филологическом факультете Харьковского педагогического института. Языковой практикум проходил в городе Оха на северном Сахалине, где в те времена располагалась японская нефтяная концессия. В 1931 перебрался во Владивосток, где поступил на третий курс восточного факультета Дальневосточного университета. В 1933 году он закончил обучение и прожил там до 1938 года преподавая японский язык. В 1938 году уехал в Ленинград для поступления в аспирантуру, в начале его учителем стал известный советский лингвист А. А. Холодович, затем Сыромятников перевёлся под руководство к Е. М. Колпакчи. Темой его научно-исследовательской работы стали языковые средства кёгэнов, которые могли быть использованы для изучения разговорной речи того времени.
Во время Великой Отечественной войны Сыромятников пережил в осаждённом Ленинграде самый тяжёлый период блокады. В начале 1942 года его призвали на службу во флот, где на протяжении нескольких месяцев он работал в Елагином дворце в составе команды моряков-связистов. В июне 1942 он был переведён на Дальний Восток где работал преподавателем курсов военных переводчиков Тихоокеанского флота, затем в конце 1943 года он был отозван в Москву, где стал преподавателем Военного института иностранных языков. В этом институте он проработал до 1950 года, одновременно преподавая японский язык на историческом факультете МГУ, в Дипломатической школе Наркомата иностранных дел СССР и в ряде других вузов. Здесь им был создан курс японской фонетики. В 1950 году Н. А. Сыромятников уволился из Военного института и перешёл на работу в Институт востоковедения АН СССР. Первое время он был связан с редакционно-издательским отделом занимаясь подготовкой к печати сборника «Краткие сообщения Института востоковедения» и ряда других изданий. Какое-то время он также работал заведующим филологическим отделом в журнале «Советское востоковедение». К 1953 году он подготовил большую работу, которая была посвящена категории времени в японском языке с XVI века до современности. В 1956 году он защитил кандидатскую диссертацию. В 1958 году в Институте востоковедения АН СССР был открыт Отдел языков; Н. А. Сыромятников стал его членом и оставался им до конца жизни.
В 1971 году им была опубликована монография «Система времён в новояпонском языке», которая стала итогом более, чем двадцатилетней работы. В 1979 году на её основе была подготовлена и защищена докторская диссертация. Кроме этого Сыромятников принимал участие в составлении трёх японско-русских словарей, некоторые из которых неоднократно переиздавались в СССР и Японии. За участие в составлении Большого японско-русского словаря Н. А. Сыромятников был награждён Государственной премией СССР.
Умер в 1984 году. Похоронен на Хованском кладбище.

## Основные работы
- Японско-русский словарь: (34 000 слов). М.: Гос. изд-во иностранных и национальных словарей. 1951. 887 с.
- Система фонем японского языка. Учебник Института востоковедения (АН СССР). Т. 4. Лингвистический сборник. М.. 1952, с. 278—354
- Существуют ли разные типы условной связи в японском языке? // Советское востоковедение. 1955. № 3. с 119—135.
- О системе времён новояпонского языка // Краткие сообщения Института востоковедения (АН СССР). № 24 М.: 1958. с. 75-93
- и др.